# Exephanes deliquus
Exephanes deliquus là một loài tò vò trong họ Ichneumonidae.